# Talha ibn Oebeydullah

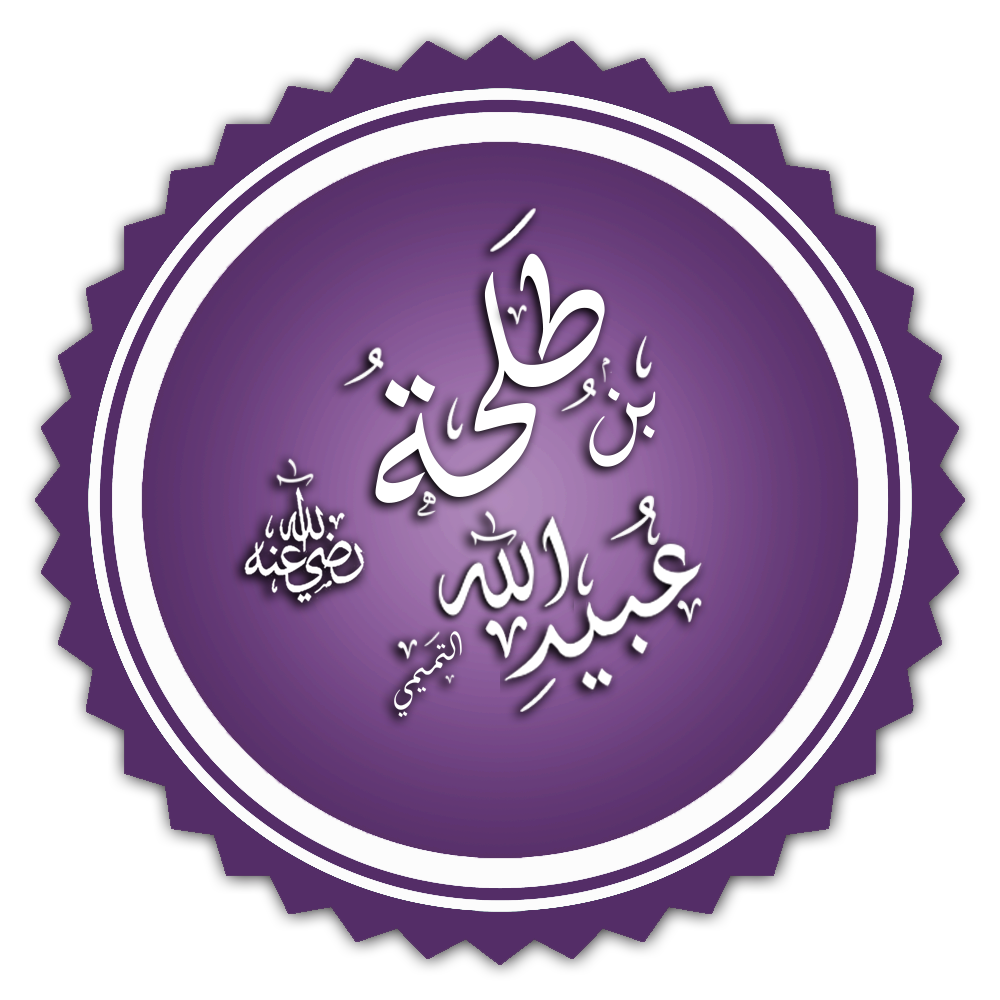

Talha ibn Oebeydullah (Arabisch: طلحة بن عبيدالله) (ca. 598 - Mekka, 656) was een van de metgezellen van Mohammed en is tevens volgens de islamitische traditie een van de tien personen waarvan getuigd werd dat zij voor het Paradijs zijn bestemd. Dit laatste wordt met name in de soennitische islam asharatu mubashirun genoemd.
Talha is volgens de islamitische tradities een van de schrijvers die de openbaringen hebben opgetekend van de Koran.

## Levensloop
Talha was een neef van Abu Bakr en behoorde zoals Abu Bakr tot de Banu Taym clan. Hij was getrouwd met een Syrische jodin.
Talha behoort tot de eerste mensen die zich tot de islam bekeerden. Hij moest door zijn bekering zware vervolgingen en kwellingen door de Mekkaanse heidenen incasseren. Talha heeft in 622 de emigratie van Mekka naar Medina meegemaakt en nam ook deel aan de Slag bij Uhud. Bekend is dat hij bij deze veldslag meer dan tachtig verwondingen heeft opgelopen. Als gevolg van de vele veldslagen waaraan hij had deelgenomen had hij uiteindelijk een gehandicapte arm overgehouden.
Hij werd door kalief Omar gezien als een van de mogelijke opvolgers, echter trok Talha zich vrijwillig terug uit de commissie ten gunste van de toen tot kalief gekozen Oethman ibn Affan. Ook stond hij aan de kant van Oethman ibn Affan ten tijde van het begin van het schisma onder de moslims.
Mohammed sprak lovend over Talha, zoals overgeleverd:
Diegene die een levende martelaar op aarde wil zien, moet naar Talha kijken. (al-Boehari, 2/107; 4/211-212)
Aboe Bakr zal naar het paradijs gaan, Omar zal naar het paradijs gaan, Uthman zal naar het paradijs gaan, Ali zal naar het paradijs gaan, Talha zal naar het paradijs gaan, Zubayr zal naar het paradijs gaan, Sa'd zal naar het paradijs gaan, Said zal naar het paradijs gaan, Abd al-Rahman zal naar het paradijs gaan en Abu Ubayda zal naar het paradijs gaan. (Hadith Abu Davud, 9)
Tijdens de burgeroorlog tussen Ali en Aïsja werd hij door Mervan ibn Hakem gedood. Zowel zijn lijkwassing als begrafenisgebed werd door Ali verricht.
Abû Bakr As-Siddîq · ʿUmar ibn al-Khattâb · ʿUthmân ibn Affân · ʿAlî ibn Abî Tâlib · Talha ibn ʿUbayd Allâh · Zubayr ibn al-Awwâm · ʿAbdur Rahman ibn ʿAwf · Saʿd ibn Abi Waqqâs · Abu Ubayda ibn al-Jarrah · Saʿîd ibn Zayd